# Zaborówiec
Zaborówiec (niem. do 1918 r. Wilhemsruh) – wieś w Polsce położona w województwie wielkopolskim, w powiecie leszczyńskim, w gminie Wijewo.
W latach 1975–1998 miejscowość administracyjnie należała do województwa leszczyńskiego.
Wieś położona jest pomiędzy miejscowościami Brenno i Włoszakowicami. Otoczona jest lasami. W okolicznych źródłach występuje duża ilość rozpuszczonych soli mineralnych. Na południowych obrzeżach wsi położone są duże stawy hodowlane. Wieś pełni funkcję rolniczo-turystyczną. Jednym z zabytków jest murowana kapliczka Matki Boskiej z końca XIX wieku.
Do 1939 roku w odległości około 2 km w kierunku południowym przebiegała polsko-niemiecka granica państwowa.
W miejscowości w okresie międzywojennym znajdowała się Placówka Straży Granicznej, która miała za zadanie niedopuszczenie do bezkarnego przekroczenia granicy państwowej i ochraniała odcinek długości około 6-8 kilometrów. Obecnie w dawnym budynku Straży Granicznej mieści się Ośrodek Rekolekcyjno-Charytatywny Archidiecezji Poznańskiej.